# Lorraine (Nueva York)
Lorraine es un pueblo ubicado en el condado de Jefferson en el estado estadounidense de Nueva York. En el año 2000 tenía una población de 930 habitantes y una densidad poblacional de 9 personas por km².

## Geografía
Lorraine se encuentra ubicado en las coordenadas 43°45′11″N 75°58′40″O / 43.75306, -75.97778.

## Demografía
Según la Oficina del Censo en 2000 los ingresos medios por hogar en la localidad eran de $ 38,523 y los ingresos medios por familia eran $40,417. Los hombres tenían unos ingresos medios de $32,083 frente a los $25,000 para las mujeres. La renta per cápita para la localidad era de $14,471. Alrededor del 15.5% de la población estaban por debajo del umbral de pobreza.